# Recover EP
Recover EP è l'EP di debutto del gruppo musicale scozzese Chvrches, pubblicato il 25 marzo 2013 dalla Virgin Records e dalla Goodbye Records.

## Tracce
1. Recover – 3:45
2. ZVVL – 3:11
3. Now Is Not the Time – 3:44
4. Recover (ID RIM Remix) – 5:47
5. Recover (Curxes' 1996 Remix) – 4:58